# Келлер, Андрей Владимирович
Андрей Владимирович Келлер — российский учёный, специалист в области повышения эффективности и безопасности колесных машин на основе цифровых технологий моделирования и проектирования. И.о. директора ФГАНУ "Социоцентр", доктор технических наук, профессор, полковник, доктор технических наук, профессор, профессор РАО.

## Биография
В 1991 году окончил среднюю школу станции Чарской Алма-Атинской железной дороги. 

В 1996 году — Челябинское высшее военное автомобильное инженерное училище им. П. А. Ротмистрова по специальности «Автомобили и автомобильное хозяйство» (с отличием), в 2017 г. — магистратуру Южно-Уральского государственного университета (ЮУрГУ (НИУ)) по направлению «Менеджмент» (с отличием).
В 1999 году защитил кандидатскую диссертацию по специальности «Колесные и гусеничные машины» при ЮУрГУ.
В 2010 году защитил докторскую диссертацию по специальности «Вооружение и военная техника. Комплексы и системы военного назначения» при НИИЦ автомобильной техники 3-го Центрального НИИ Минобороны России (г. Бронницы, Московская обл.).
В 2003 году присвоено ученое звание доцента по кафедре автомобильной техники.
В 2014 году присвоено ученое звание профессора по специальности «Колесные и гусеничные машины».
С 1996 по 2015 годы проходил службу на научно-педагогических должностях в Вооруженных силах РФ. С 2011 по 2015 годы — начальник кафедры танковых войск факультета военного обучения ЮУрГУ (НИУ). В 2011 году присвоено воинское звание полковник.

С 2011 г. по 2015 гг. — профессор кафедры «Колесные и гусеничные машины», начальник Управления научной и инновационной деятельности ЮУрГУ (НИУ).
С 2015 по 2017 годы — проректор по стратегическому развитию ЮУрГУ (НИУ), исполнительный руководитель программы повышения конкурентоспособности вуза среди ведущих мировых научно-образовательных центров в рамках Проекта 5-100.
В 2017 по 2018 годы — возглавлял созданный по его инициативе Центр компьютерного инжиниринга ЮУрГУ (НИУ), специализирующийся на создании и внедрении в производственный процесс предприятий грузового автомобилестроения наукоемких разработок на основе цифрового проектирования. Организовал взаимодействие с ведущими предприятиями автомобильного кластера России и международными концернами по обучению инженерного состава технологиям сквозного цифрового проектирования и инженерного анализа.

В 2018 г. — 2020 гг. — начальник управления по взаимодействию с предприятиями промышленности, научными и образовательными организациями ФГУП НАМИ. Занимался исследованиями и разработками автомобильной техники по заказу Минобороны РФ.

19 июня 2020 — 28 июня 2021 года ВРИО ректора МАДИ.  
7 декабря 2022 года — 30 января 2025 года руководитель ФГАНУ «Социоцентр». 
Носитель почётного учёного звания «Профессор РАО».

## Научная деятельность
Является создателем концепции функционирования системы распределения мощности между ведущими колесами полноприводных автомобилей. Разработал новые методы управления распределением мощности между ведущими колесами, принципы реализации закономерностей распределения мощности между ведущими колесами на стадии проектирования.
Автор более 180 научных трудов и более 40 патентов на изобретения и полезные модели по проблемам повышения эффективности грузовой автомобильной техники.
Результаты исследований Андрея Келлера использованы в серийном производстве крупнейших машиностроительных корпораций России — ПАО «КАМАЗ», ОАО «Автомобильный завод Урал», ЗАО «Челябинские строительно-дорожные машины», ООО «Завод тяжелых машин» и др.
Под руководством Андрея Келлера успешно защищались диссертации по проблемам повышения эффективности колесных машин.
Является учёным секретарём экспертного совета ВАК России, членом диссертационных советов при ФГУП НАМИ, МГТУ им Н. Э. Баумана и Омском автобронетанковом институте.

## Профессиональные достижения
- член Ассоциации автомобильных инженеров России (ААИ)
- член Международной ассоциации автомобильных инженеров (Society of Automotive Engineers (SAE), США)
- сертифицированный специалист по Управлению проектами IPMA Level D (2016)
- выпускник программы «Школа ректоров: ректорский кадровый резерв» Московской школы управления СКОЛКОВО (2017)
- финалист конкурса «Лидеры России 2020» по специализации «Наука» (2020)